# Pepe Sánchez (actor)
Pepe Sánchez (13 de abril de 1973, Guayaquil, Ecuador) es un actor y director de teatro ecuatoriano.

## Biografías
Pepe Sánchez nació en Guayaquil, Ecuador, en abril de 1973.

### Televisión
Sánchez fue parte del programa educativo Arcandina, como conductor del mismo entre el año 1998 y 2000 para Teleamazonas, junto a Daniela del Castillo y María Eulalia Silva, un programa dirigido a la educación ambiental, creado y dirigido por María Elena Ordóñez, y producido por Pablo Palacios, y el cual ganó el premio de la National Wildlife Federation como el espacio de educación ambiental más destacado en el ámbito internacional, el 9 de marzo del 2002 en Atlanta, Estados Unidos, además de ser difundido por la cadena Telemundo Internacional con transmisión en Puerto Rico, siendo hasta ese momento el único programa ecuatoriano exportado.
En 1999 fue parte de la serie Emergencia de TC Televisión, dirigida por Alejandro Pinto, junto a los actores Xavier Pimentel, Cynthia Bayona, Maricela Gómez, Katty Yonkón, Juan Fernando Rojas, Laura Suárez, entre otros, con gran acogida debido a la realidad que mostraban sobre la atención médica en los hospitales públicos del Ecuador.

### Cine
Sánchez fue parte de la película Medardo, filmada en 2014 y estrenada en 2015, basada en la vida del escritor guayaquileño Medardo Ángel Silva, junto a los actores Andrés Garzón, Augusto Enríquez, Andrea Coronel, Vanessa Ortiz, Lupita Ferrer, Fabo Doja, Yarixa Romero, José Andrés Caballero, Fior Marte, Inma Heredia, Juan Villarreal, Gloria Ospina y Edison Carrera.

### Teatro

#### Teatro Sánchez Aguilar
Formó parte del elenco junto a Xavier Pimentel, Marcelo Gálvez, Leandro Mateus, Érika Vélez, Luciana Grassi y Bernardo Menéndez, en la obra La cena de los idiotas, dirigida por el dramaturgo uruguayo Marcelino Duffau, en mayo de 2015 en el Teatro Sánchez Aguilar.
En 2016, fue parte del elenco del obra Julio, el musical de JJ, una obra dirigida por Christian Valencia y basada en la vida del cantante Julio Jaramillo, interpretado por Fernando Vargas, compartiendo escenario con Francisco Aguiñaga, María Verónica Pinzón, Nicole Rubira, Ana Passeri, Florencia Lauga, Silvio Villagómez, Marcelo Gálvez y Prisca Bustamante.
En mayo de 2017, fue parte de la obra La mujer perfecta dirigida por Wilson García, junto a Shany Nadan, Santiago Carpio, Rosymar González y Carolina Piechestein. En septiembre fue parte de la obra El hijo de la novia dirigida por Lucía Miranda, en el Teatro Sánchez Aguilar, junto a Xavier Pimentel, Toty Rodríguez, Carlos Piechestein, Rocío Maruri y Manolo Larrea. En junio interpretó a Ramón, en la obra Te quiero, Muñeca, del dramaturgo español Ernesto Caballero y dirigida por Wilson García, junto a los actores Santiago Carpio, Shany Nadan, Rosymar Gonzales y Carolina Piechestein.
En octubre de 2017 coprotagonizó la obra La dama de negro, escrita por Susan Hill y adaptada por Stephen Mallatratt, la cual fue dirigida por Itzel Cuevas y protagonizada por Michelle Zamudio, con un grupo de estudiantes de la Universidad de las Artes encargados de la sonorización bajo la dirección de Norberto Bayo.

#### Microteatro
Pepe incursionó en el microteatro, propuesta que surgió en España y que requiere de menor costo su puesta en escena, y en abril de 2016 protagonizó junto a Giovanna Andrade la obra Hasta que la suerte nos separe, dirigida por el español Santiago Sueiras.
Sánchez tuvo su debut como director de teatro en enero de 2018, con la obra La chica del casting del escritor colombiano Humberto Rivera, luego que Sánchez la viera en noviembre de 2017 en Bogotá y llamara mucho su atención, por lo que pidió autorización del autor para presentarla en Guayaquil. En la obra, Pepe interpreta el papel de Steven Spielberg Sánchez, una versión de Spielberg ecuatoriano, como un temperamental director que busca a una chica que salió seleccionada del casting para su magistral obra, pero que al parecer se la tragó la tierra, pues sus asistentes Brigite Vera, Federico Masini y Woody Angá extraviaron los datos de la joven. Los actores Bryan Burgos, Lorena Álvarez y Wilson Sánchez, sobrino de Pepe, son parte presencial de la obra, mientras que Braulio Trach, Romina Calderón, Mariana Zúñiga y Nicole Rodríguez participaron en las videoescenas.

## Filmografía

### Televisión
| Series y Telenovelas | Series y Telenovelas | Series y Telenovelas   | Series y Telenovelas |
| Año                  | Programa             | Personaje              | Cadena               |
| -------------------- | -------------------- | ---------------------- | -------------------- |
| 2004                 | Jocelito             | Estelar                | TC Televisión        |
| 1999-2001            | Emergencia           | Protagonista principal | TC Televisión        |

#### Programas
- (1998-1999) Arcandina - Teleamazonas

### Cine
- (2015) Medardo